# Glochidion palawanense
Glochidion palawanense là một loài thực vật có hoa trong họ Diệp hạ châu. Loài này được Elmer mô tả khoa học đầu tiên năm 1911.